# Liste der Gemeinden im Département Maine-et-Loire

Lage des Départements Maine-et-Loire

Das Département Maine-et-Loire liegt in der Region Pays de la Loire in Frankreich. Es untergliedert sich in vier Arrondissements mit 176 Gemeinden (frz. communes) (Stand 1. Januar 2024).
| Code INSEE | PLZ                           | Gemeinde                      | Einwohner (Stand 1. Januar 2022) | Fläche in km² | Einwohner je km² | Kanton seit 30. März 2015 Kanton bis zum 29. März 2015 | Arrondissement seit 2017 Arrondissement bis 2016 | Gemeindeverband        |
| ---------- | ----------------------------- | ----------------------------- | -------------------------------- | ------------- | ---------------- | --- | ------------------------------------------------ | ---------------------- |
| 49002      | 49650                         | Allonnes                      | 2925                             | 36,33         | 81               | Longué-Jumelles Allonnes | Saumur                                           | Saumur Val de Loire    |
| 49007      | 49000 49100                   | Angers                        | 157.555                          | 42,70         | 3690             | Angers-1 Angers-2 Angers-3 Angers-4 Angers-5 Angers-6 Angers-7 Angers-Centre Angers-Est Angers-Nord Angers-Nord-Ouest Angers-Ouest Angers-Sud Angers-Trélazé | Angers                                           | Angers Loire Métropole |
| 49008      | 49440                         | Angrie                        | 917                              | 40,97         | 22               | Segré-en-Anjou Bleu Candé | Segré                                            | Anjou Bleu Communauté  |
| 49009      | 49260                         | Antoigné                      | 450                              | 17,87         | 25               | Doué-en-Anjou Montreuil-Bellay | Saumur                                           | Saumur Val de Loire    |
| 49010      | 49420                         | Armaillé                      | 317                              | 16,78         | 19               | Segré-en-Anjou Bleu Pouancé | Segré                                            | Anjou Bleu Communauté  |
| 49011      | 49260                         | Artannes-sur-Thouet           | 410                              | 6,61          | 62               | Saumur Saumur-Sud | Saumur                                           | Saumur Val de Loire    |
| 49012      | 49540                         | Aubigné-sur-Layon             | 349                              | 5,32          | 66               | Chemillé-en-Anjou Vihiers | Angers                                           | Loire Layon Aubance    |
| 49015      | 49240                         | Avrillé                       | 15.225                           | 15,85         | 961              | Angers-4 Angers-Nord-Ouest | Angers                                           | Angers Loire Métropole |
| 49017      | 49430                         | Baracé                        | 629                              | 13,46         | 47               | Tiercé Durtal | Angers                                           | Anjou Loir et Sarthe   |
| 49018      | 49150                         | Baugé-en-Anjou                | 11.747                           | 259,61        | 45               | Beaufort-en-Anjou Baugé | Saumur                                           | Baugeois Vallée        |
| 49020      | 49070                         | Beaucouzé                     | 5618                             | 19,34         | 290              | Angers-3 Angers-Ouest | Angers                                           | Angers Loire Métropole |
| 49021      | 49250                         | Beaufort-en-Anjou             | 6893                             | 42,04         | 164              | Beaufort-en-Anjou | Saumur Angers                                    | Baugeois Vallée        |
| 49022      | 49750                         | Beaulieu-sur-Layon            | 1346                             | 12,78         | 105              | Chemillé-en-Anjou Thouarcé | Angers                                           | Loire Layon Aubance    |
| 49023      | 49600                         | Beaupréau-en-Mauges           | 23.887                           | 230,45        | 104              | Beaupréau-en-Mauges | Cholet                                           | Mauges Communauté      |
| 49026      | 49370                         | Bécon-les-Granits             | 2781                             | 46,17         | 60               | Chalonnes-sur-Loire Le Louroux-Béconnais | Segré Angers                                     | Vallées du Haut-Anjou  |
| 49027      | 49122                         | Bégrolles-en-Mauges           | 2115                             | 14,62         | 145              | Beaupréau-en-Mauges | Cholet                                           | Cholet Agglomération   |
| 49028      | 49170                         | Béhuard                       | 119                              | 2,21          | 54               | Angers-3 Saint-Georges-sur-Loire | Angers                                           | Angers Loire Métropole |
| 49345      | 49380 49750                   | Bellevigne-en-Layon           | 5874                             | 94,37         | 62               | Chemillé-en-Anjou Thouarcé | Angers                                           | Loire Layon Aubance    |
| 49060      | 49260 49400                   | Bellevigne-les-Châteaux       | 3450                             | 35,10         | 98               | Doué-en-Anjou | Saumur                                           | Saumur Val de Loire    |
| 49029      | 49320                         | Blaison-Saint-Sulpice         | 1317                             | 24,35         | 54               | Les Ponts-de-Cé | Angers                                           | Loire Layon Aubance    |
| 49030      | 49160                         | Blou                          | 938                              | 21,46         | 44               | Longué-Jumelles | Saumur                                           | Saumur Val de Loire    |
| 49035      | 49080                         | Bouchemaine                   | 6635                             | 19,81         | 335              | Angers-2 Angers-Ouest | Angers                                           | Angers Loire Métropole |
| 49036      | 49520                         | Bouillé-Ménard                | 775                              | 15,79         | 49               | Segré-en-Anjou Bleu Pouancé | Segré                                            | Anjou Bleu Communauté  |
| 49038      | 49520                         | Bourg-l’Évêque                | 236                              | 5,29          | 45               | Segré-en-Anjou Bleu Pouancé | Segré                                            | Anjou Bleu Communauté  |
| 49041      | 49650                         | Brain-sur-Allonnes            | 2078                             | 33,32         | 62               | Longué-Jumelles Allonnes | Saumur                                           | Saumur Val de Loire    |
| 49048      | 49125                         | Briollay                      | 3193                             | 14,28         | 224              | Angers-5 Tiercé | Angers                                           | Angers Loire Métropole |
| 49050      | 49250 49320                   | Brissac Loire Aubance         | 11.000                           | 120,89        | 91               | Doué-en-Anjou Les Ponts-de-Cé Thouarcé | Angers                                           | Loire Layon Aubance    |
| 49053      | 49700                         | Brossay                       | 348                              | 4,79          | 73               | Doué-en-Anjou Montreuil-Bellay | Saumur                                           | Saumur Val de Loire    |
| 49054      | 49440                         | Candé                         | 2815                             | 4,91          | 573              | Segré-en-Anjou Bleu Candé | Segré                                            | Anjou Bleu Communauté  |
| 49055      | 49460                         | Cantenay-Épinard              | 2397                             | 16,10         | 149              | Angers-5 Angers-Nord | Angers                                           | Angers Loire Métropole |
| 49056      | 49420                         | Carbay                        | 276                              | 7,63          | 36               | Segré-en-Anjou Bleu Pouancé | Segré                                            | Anjou Bleu Communauté  |
| 49057      | 49310                         | Cernusson                     | 329                              | 8,45          | 39               | Cholet-2 Vihiers | Cholet Saumur                                    | Cholet Agglomération   |
| 49061      | 49440                         | Challain-la-Potherie          | 811                              | 47,87         | 17               | Segré-en-Anjou Bleu Candé | Segré                                            | Anjou Bleu Communauté  |
| 49063      | 49290                         | Chalonnes-sur-Loire           | 6541                             | 38,56         | 170              | Chalonnes-sur-Loire | Angers                                           | Loire Layon Aubance    |
| 49064      | 49220                         | Chambellay                    | 409                              | 12,86         | 32               | Tiercé Le Lion-d’Angers | Segré                                            | Vallées du Haut-Anjou  |
| 49068      | 49123                         | Champtocé-sur-Loire           | 1837                             | 36,76         | 50               | Chalonnes-sur-Loire Saint-Georges-sur-Loire | Angers                                           | Loire Layon Aubance    |
| 49070      | 49340                         | Chanteloup-les-Bois           | 712                              | 27,47         | 26               | Cholet-2 | Cholet                                           | Cholet Agglomération   |
| 49082      | 49290                         | Chaudefonds-sur-Layon         | 941                              | 14,77         | 64               | Chalonnes-sur-Loire | Angers                                           | Loire Layon Aubance    |
| 49089      | 49500                         | Chazé-sur-Argos               | 1067                             | 30,82         | 35               | Segré-en-Anjou Bleu Candé | Segré                                            | Anjou Bleu Communauté  |
| 49090      | 49125                         | Cheffes                       | 1036                             | 17,35         | 60               | Tiercé | Angers                                           | Anjou Loir et Sarthe   |
| 49092      | 49120                         | Chemillé-en-Anjou             | 21.550                           | 323,98        | 67               | Chemillé-en-Anjou | Cholet Angers Cholet Saumur                      | Mauges Communauté      |
| 49067      | 49270 49530                   | Chenillé-Champteussé          | 341                              | 16,78         | 20               | Tiercé Châteauneuf-sur-Sarthe | Segré                                            | Vallées du Haut-Anjou  |
| 49099      | 49300                         | Cholet                        | 54.074                           | 87,47         | 618              | Cholet-1 Cholet-2 Cholet-1 Cholet-2 Cholet-3 | Cholet                                           | Cholet Agglomération   |
| 49100      | 49700                         | Cizay-la-Madeleine            | 473                              | 19,29         | 25               | Doué-en-Anjou Montreuil-Bellay | Saumur                                           | Saumur Val de Loire    |
| 49102      | 49560                         | Cléré-sur-Layon               | 345                              | 21,74         | 16               | Cholet-2 Vihiers | Cholet Saumur                                    | Cholet Agglomération   |
| 49107      | 49140                         | Cornillé-les-Caves            | 481                              | 10,38         | 46               | Angers-6 Seiches-sur-le-Loir | Angers                                           | Anjou Loir et Sarthe   |
| 49109      | 49690                         | Coron                         | 1575                             | 31,49         | 50               | Cholet-2 Vihiers | Cholet Saumur                                    | Cholet Agglomération   |
| 49110      | 49140                         | Corzé                         | 1982                             | 31,49         | 63               | Angers-6 Seiches-sur-le-Loir | Angers                                           | Anjou Loir et Sarthe   |
| 49113      | 49260                         | Courchamps                    | 530                              | 6,99          | 76               | Doué-en-Anjou Montreuil-Bellay | Saumur                                           | Saumur Val de Loire    |
| 49114      | 49390                         | Courléon                      | 140                              | 13,77         | 10               | Longué-Jumelles | Saumur                                           | Saumur Val de Loire    |
| 49120      | 49190                         | Denée                         | 1448                             | 15,60         | 93               | Chalonnes-sur-Loire | Angers                                           | Loire Layon Aubance    |
| 49121      | 49700                         | Dénezé-sous-Doué              | 442                              | 23,77         | 19               | Doué-en-Anjou | Saumur                                           | Saumur Val de Loire    |
| 49123      | 49400                         | Distré                        | 1812                             | 14,72         | 123              | Saumur Saumur-Sud | Saumur                                           | Saumur Val de Loire    |
| 49125      | 49700                         | Doué-en-Anjou                 | 11.227                           | 148,55        | 76               | Doué-en-Anjou | Saumur                                           | Saumur Val de Loire    |
| 49127      | 49430                         | Durtal                        | 3376                             | 60,58         | 56               | Tiercé Durtal | Angers                                           | Anjou Loir et Sarthe   |
| 49129      | 49000                         | Écouflant                     | 4614                             | 17,02         | 271              | Angers-5 Angers-Nord-Est | Angers                                           | Angers Loire Métropole |
| 49130      | 49460                         | Écuillé                       | 661                              | 12,55         | 53               | Angers-5 Tiercé | Angers                                           | Angers Loire Métropole |
| 49131      | 49260                         | Épieds                        | 719                              | 26,99         | 27               | Doué-en-Anjou Montreuil-Bellay | Saumur                                           | Saumur Val de Loire    |
| 49367      | 49220 49370                   | Erdre-en-Anjou                | 5784                             | 89,94         | 64               | Chalonnes-sur-Loire Tiercé Le Lion-d’Angers | Segré                                            | Vallées du Haut-Anjou  |
| 49132      | 49330                         | Étriché                       | 1567                             | 19,60         | 80               | Tiercé Durtal | Angers                                           | Anjou Loir et Sarthe   |
| 49135      | 49460                         | Feneu                         | 2216                             | 25,52         | 87               | Angers-5 Tiercé | Angers                                           | Angers Loire Métropole |
| 49140      | 49590                         | Fontevraud-l’Abbaye           | 1477                             | 14,82         | 100              | Saumur Saumur-Sud | Saumur                                           | Saumur Val de Loire    |
| 49261      | 49160 49320 49350             | Gennes-Val-de-Loire           | 8452                             | 144,94        | 58               | Doué-en-Anjou Gennes | Saumur                                           | Saumur Val de Loire    |
| 49155      | 49220                         | Grez-Neuville                 | 1437                             | 26,90         | 53               | Tiercé Le Lion-d’Angers | Segré                                            | Vallées du Haut-Anjou  |
| 49174      | 49430                         | Huillé-Lézigné                | 1304                             | 21,83         | 60               | Angers-6 | Angers                                           | Anjou Loir et Sarthe   |
| 49160      | 49123                         | Ingrandes-le-Fresne-sur-Loire | 3069                             | 25,66         | 120              | Chalonnes-sur-Loire | Angers                                           | Pays d’Ancenis         |
| 49163      | 49140                         | Jarzé Villages                | 2792                             | 60,50         | 46               | Angers-6 Seiches-sur-le-Loir | Angers                                           | Anjou Loir et Sarthe   |
| 49170      | 49330                         | Juvardeil                     | 828                              | 18,95         | 44               | Tiercé Châteauneuf-sur-Sarthe | Segré                                            | Vallées du Haut-Anjou  |
| 49045      | 49390                         | La Breille-les-Pins           | 617                              | 27,57         | 22               | Longué-Jumelles Allonnes | Saumur                                           | Saumur Val de Loire    |
| 49076      | 49140                         | La Chapelle-Saint-Laud        | 820                              | 10,63         | 77               | Angers-6 Seiches-sur-le-Loir | Angers                                           | Anjou Loir et Sarthe   |
| 49161      | 49220                         | La Jaille-Yvon                | 343                              | 12,55         | 27               | Tiercé Le Lion-d’Angers | Segré                                            | Vallées du Haut-Anjou  |
| 49171      | 49150                         | La Lande-Chasles              | 119                              | 4,99          | 24               | Longué-Jumelles | Saumur                                           | Saumur Val de Loire    |
| 49201      | 49250                         | La Ménitré                    | 2057                             | 17,37         | 118              | Angers-7 Beaufort-en-Anjou | Saumur Angers                                    | Baugeois Vallée        |
| 49237      | 49490                         | La Pellerine                  | 137                              | 5,30          | 26               | Beaufort-en-Anjou Noyant | Saumur                                           | Baugeois Vallée        |
| 49240      | 49360                         | La Plaine                     | 1016                             | 22,16         | 46               | Cholet-2 Vihiers | Cholet Saumur                                    | Cholet Agglomération   |
| 49247      | 49170                         | La Possonnière                | 2478                             | 18,36         | 135              | Chalonnes-sur-Loire Saint-Georges-sur-Loire | Angers                                           | Loire Layon Aubance    |
| 49260      | 49740                         | La Romagne                    | 2012                             | 15,93         | 126              | Sèvremoine Montfaucon-Montigné | Cholet                                           | Cholet Agglomération   |
| 49332      | 49280                         | La Séguinière                 | 4199                             | 31,15         | 135              | Sèvremoine Cholet-1 | Cholet                                           | Cholet Agglomération   |
| 49343      | 49280                         | La Tessoualle                 | 3178                             | 21,21         | 150              | Cholet-2 Cholet-3 | Cholet                                           | Cholet Agglomération   |
| 49112      | 49260                         | Le Coudray-Macouard           | 935                              | 13,40         | 70               | Doué-en-Anjou Montreuil-Bellay | Saumur                                           | Saumur Val de Loire    |
| 49176      | 49220                         | Le Lion-d’Angers              | 5343                             | 47,74         | 112              | Tiercé Le Lion-d’Angers | Segré                                            | Vallées du Haut-Anjou  |
| 49193      | 49122                         | Le May-sur-Èvre               | 3878                             | 31,62         | 123              | Sèvremoine Beaupréau-en-Mauges | Cholet                                           | Cholet Agglomération   |
| 49241      | 49124                         | Le Plessis-Grammoire          | 2649                             | 9,14          | 290              | Angers-7 Angers-Est | Angers                                           | Angers Loire Métropole |
| 49253      | 49260                         | Le Puy-Notre-Dame             | 1089                             | 16,04         | 68               | Doué-en-Anjou Montreuil-Bellay | Saumur                                           | Saumur Val de Loire    |
| 49138      | 49250                         | Les Bois d’Anjou              | 2531                             | 60,22         | 42               | Beaufort-en-Anjou | Saumur Angers                                    | Baugeois Vallée        |
| 49058      | 49360                         | Les Cerqueux                  | 892                              | 13,86         | 64               | Cholet-2 | Cholet                                           | Cholet Agglomération   |
| 49167      | 49610                         | Les Garennes sur Loire        | 4670                             | 25,25         | 185              | Les Ponts-de-Cé | Angers                                           | Loire Layon Aubance    |
| 49080      | 49330                         | Les Hauts-d’Anjou             | 8712                             | 143,36        | 61               | Tiercé | Segré                                            | Vallées du Haut-Anjou  |
| 49246      | 49130                         | Les Ponts-de-Cé               | 12.863                           | 19,55         | 658              | Les Ponts-de-Cé | Angers                                           | Angers Loire Métropole |
| 49257      | 49430                         | Les Rairies                   | 1043                             | 8,41          | 124              | Tiercé Durtal | Angers                                           | Anjou Loir et Sarthe   |
| 49359      | 49700                         | Les Ulmes                     | 553                              | 8,10          | 68               | Doué-en-Anjou | Saumur                                           | Saumur Val de Loire    |
| 49178      | 49440                         | Loiré                         | 884                              | 33,73         | 26               | Segré-en-Anjou Bleu Candé | Segré                                            | Anjou Bleu Communauté  |
| 49307      | 49140 49250 49630 49800       | Loire-Authion                 | 16.588                           | 113,66        | 146              | Angers-7 Les Ponts-de-Cé | Angers                                           | Angers Loire Métropole |
| 49180      | 49160                         | Longué-Jumelles               | 6583                             | 96,20         | 68               | Longué-Jumelles | Saumur                                           | Saumur Val de Loire    |
| 49200      | 49770                         | Longuenée-en-Anjou            | 6453                             | 53,50         | 121              | Angers-4 Tiercé Angers-Nord | Angers Segré                                     | Angers Loire Métropole |
| 49182      | 49700                         | Louresse-Rochemenier          | 895                              | 25,82         | 35               | Doué-en-Anjou | Saumur                                           | Saumur Val de Loire    |
| 49373      | 49310 49540 49560             | Lys-Haut-Layon                | 7722                             | 178,84        | 43               | Cholet-2 Vihiers | Cholet Saumur                                    | Cholet Agglomération   |
| 49188      | 49140                         | Marcé                         | 846                              | 21,09         | 40               | Angers-6 Seiches-sur-le-Loir | Angers                                           | Anjou Loir et Sarthe   |
| 49244      | 49110 49290 49410 49570 49620 | Mauges-sur-Loire              | 18.514                           | 191,87        | 96               | Mauges-sur-Loire Saint-Florent-le-Vieil | Cholet                                           | Mauges Communauté      |
| 49192      | 49360                         | Maulévrier                    | 3206                             | 33,42         | 96               | Cholet-2 | Cholet                                           | Cholet Agglomération   |
| 49194      | 49630                         | Mazé-Milon                    | 5770                             | 41,79         | 138              | Beaufort-en-Anjou | Saumur Angers                                    | Baugeois Vallée        |
| 49195      | 49280                         | Mazières-en-Mauges            | 1257                             | 8,90          | 141              | Cholet-2 | Cholet                                           | Cholet Agglomération   |
| 49205      | 49330                         | Miré                          | 1050                             | 17,73         | 59               | Tiercé Châteauneuf-sur-Sarthe | Segré                                            | Vallées du Haut-Anjou  |
| 49209      | 49430                         | Montigné-lès-Rairies          | 433                              | 9,01          | 48               | Tiercé Durtal | Angers                                           | Anjou Loir et Sarthe   |
| 49211      | 49310                         | Montilliers                   | 1229                             | 26,36         | 47               | Cholet-2 Vihiers | Cholet Saumur                                    | Cholet Agglomération   |
| 49215      | 49260                         | Montreuil-Bellay              | 3716                             | 48,96         | 76               | Doué-en-Anjou Montreuil-Bellay | Saumur                                           | Saumur Val de Loire    |
| 49214      | 49460                         | Montreuil-Juigné              | 7811                             | 13,81         | 566              | Angers-4 Angers-Nord | Angers                                           | Angers Loire Métropole |
| 49216      | 49140                         | Montreuil-sur-Loir            | 565                              | 11,99         | 47               | Angers-6 Tiercé | Angers                                           | Anjou Loir et Sarthe   |
| 49217      | 49220                         | Montreuil-sur-Maine           | 792                              | 11,13         | 71               | Tiercé Le Lion-d’Angers | Segré                                            | Vallées du Haut-Anjou  |
| 49218      | 49110 49270 49600             | Montrevault-sur-Èvre          | 15.684                           | 198,85        | 79               | Beaupréau-en-Mauges Montrevault | Cholet                                           | Mauges Communauté      |
| 49219      | 49730                         | Montsoreau                    | 416                              | 5,19          | 80               | Saumur Saumur-Sud | Saumur                                           | Saumur Val de Loire    |
| 49220      | 49640                         | Morannes sur Sarthe-Daumeray  | 3694                             | 87,88         | 42               | Tiercé Durtal | Angers                                           | Anjou Loir et Sarthe   |
| 49221      | 49390                         | Mouliherne                    | 800                              | 40,79         | 20               | Longué-Jumelles | Saumur                                           | Saumur Val de Loire    |
| 49222      | 49610                         | Mozé-sur-Louet                | 2033                             | 25,53         | 80               | Chemillé-en-Anjou Les Ponts-de-Cé | Angers                                           | Loire Layon Aubance    |
| 49223      | 49610                         | Mûrs-Erigné                   | 6172                             | 17,29         | 357              | Les Ponts-de-Cé | Angers                                           | Angers Loire Métropole |
| 49224      | 49680                         | Neuillé                       | 1011                             | 13,56         | 75               | Longué-Jumelles Allonnes | Saumur                                           | Saumur Val de Loire    |
| 49228      | 49390 49490                   | Noyant-Villages               | 5473                             | 299,45        | 18               | Beaufort-en-Anjou Noyant | Saumur                                           | Baugeois Vallée        |
| 49231      | 49340                         | Nuaillé                       | 1454                             | 13,23         | 110              | Cholet-2 | Cholet                                           | Cholet Agglomération   |
| 49248      | 49420 49520                   | Ombrée d’Anjou                | 8811                             | 202,16        | 44               | Segré-en-Anjou Bleu Pouancé | Segré                                            | Anjou Bleu Communauté  |
| 49069      | 49220                         | Orée d’Anjou                  | 16.975                           | 156,34        | 109              | Mauges-sur-Loire Champtoceaux | Cholet                                           | Mauges Communauté      |
| 49235      | 49730                         | Parnay                        | 377                              | 6,54          | 58               | Saumur Saumur-Sud | Saumur                                           | Saumur Val de Loire    |
| 49236      | 49560                         | Passavant-sur-Layon           | 128                              | 4,91          | 26               | Cholet-2 Vihiers | Cholet Saumur                                    | Cholet Agglomération   |
| 49377      | 49140                         | Rives-du-Loir-en-Anjou        | 5642                             | 47,23         | 119              | Angers-6 | Angers                                           | Angers Loire Métropole |
| 49259      | 49190                         | Rochefort-sur-Loire           | 2332                             | 27,80         | 84               | Chalonnes-sur-Loire | Angers                                           | Loire Layon Aubance    |
| 49262      | 49400                         | Rou-Marson                    | 644                              | 12,66         | 51               | Saumur Saumur-Sud | Saumur                                           | Saumur Val de Loire    |
| 49266      | 49170                         | Saint-Augustin-des-Bois       | 1283                             | 27,28         | 47               | Chalonnes-sur-Loire Le Louroux-Béconnais | Segré Angers                                     | Vallées du Haut-Anjou  |
| 49267      | 49124                         | Saint-Barthélemy-d’Anjou      | 9496                             | 14,58         | 651              | Angers-6 Angers-Est | Angers                                           | Angers Loire Métropole |
| 49269      | 49280                         | Saint-Christophe-du-Bois      | 2843                             | 21,75         | 131              | Sèvremoine Cholet-3 | Cholet                                           | Cholet Agglomération   |
| 49271      | 49370                         | Saint-Clément-de-la-Place     | 2139                             | 33,23         | 64               | Angers-3 Le Louroux-Béconnais | Angers                                           | Angers Loire Métropole |
| 49272      | 49350                         | Saint-Clément-des-Levées      | 1127                             | 10,22         | 110              | Longué-Jumelles Saumur-Nord | Saumur                                           | Saumur Val de Loire    |
| 49278      | 49130                         | Sainte-Gemmes-sur-Loire       | 3617                             | 14,83         | 244              | Angers-2 Les Ponts-de-Cé | Angers                                           | Angers Loire Métropole |
| 49283      | 49170                         | Saint-Georges-sur-Loire       | 3787                             | 33,36         | 114              | Chalonnes-sur-Loire Saint-Georges-sur-Loire | Angers                                           | Loire Layon Aubance    |
| 49284      | 49170                         | Saint-Germain-des-Prés        | 1396                             | 19,76         | 71               | Chalonnes-sur-Loire Saint-Georges-sur-Loire | Angers                                           | Loire Layon Aubance    |
| 49288      | 49130                         | Saint-Jean-de-la-Croix        | 225                              | 1,83          | 123              | Les Ponts-de-Cé | Angers                                           | Loire Layon Aubance    |
| 49291      | 49260                         | Saint-Just-sur-Dive           | 386                              | 7,24          | 53               | Doué-en-Anjou Montreuil-Bellay | Saumur                                           | Saumur Val de Loire    |
| 49294      | 49070                         | Saint-Lambert-la-Potherie     | 2961                             | 13,81         | 214              | Angers-3 Angers-Nord | Angers                                           | Angers Loire Métropole |
| 49298      | 49070 49170                   | Saint-Léger-de-Linières       | 3860                             | 24,08         | 160              | Angers-3 | Angers                                           | Angers Loire Métropole |
| 49299      | 49280                         | Saint-Léger-sous-Cholet       | 3099                             | 9,60          | 323              | Sèvremoine Cholet-1 | Cholet                                           | Cholet Agglomération   |
| 49302      | 49260                         | Saint-Macaire-du-Bois         | 442                              | 13,06         | 34               | Doué-en-Anjou Montreuil-Bellay | Saumur                                           | Saumur Val de Loire    |
| 49306      | 49170                         | Saint-Martin-du-Fouilloux     | 1693                             | 14,82         | 114              | Angers-3 Saint-Georges-sur-Loire | Angers                                           | Angers Loire Métropole |
| 49308      | 49610                         | Saint-Melaine-sur-Aubance     | 2209                             | 5,11          | 432              | Les Ponts-de-Cé | Angers                                           | Loire Layon Aubance    |
| 49310      | 49310                         | Saint-Paul-du-Bois            | 600                              | 26,58         | 23               | Cholet-2 Vihiers | Cholet Saumur                                    | Cholet Agglomération   |
| 49311      | 49160                         | Saint-Philbert-du-Peuple      | 1319                             | 16,38         | 81               | Longué-Jumelles | Saumur                                           | Saumur Val de Loire    |
| 49326      | 49800                         | Sarrigné                      | 891                              | 2,97          | 300              | Angers-7 Angers-Trélazé | Angers                                           | Angers Loire Métropole |
| 49328      | 49400                         | Saumur                        | 26.074                           | 66,25         | 394              | Saumur Saumur-Nord Saumur-Sud | Saumur                                           | Saumur Val de Loire    |
| 49329      | 49170                         | Savennières                   | 1351                             | 21,01         | 64               | Angers-3 Saint-Georges-sur-Loire | Angers                                           | Angers Loire Métropole |
| 49330      | 49330                         | Sceaux-d’Anjou                | 1161                             | 17,18         | 68               | Tiercé Châteauneuf-sur-Sarthe | Segré                                            | Vallées du Haut-Anjou  |
| 49331      | 49500 49520                   | Segré-en-Anjou Bleu           | 17.617                           | 241,54        | 73               | Segré-en-Anjou Bleu | Segré                                            | Anjou Bleu Communauté  |
| 49333      | 49140                         | Seiches-sur-le-Loir           | 2853                             | 28,83         | 99               | Angers-6 Seiches-sur-le-Loir | Angers                                           | Anjou Loir et Sarthe   |
| 49334      | 49140                         | Sermaise                      | 341                              | 7,19          | 47               | Angers-6 Seiches-sur-le-Loir | Angers                                           | Anjou Loir et Sarthe   |
| 49301      | 49230 49450 49660 49710       | Sèvremoine                    | 25.764                           | 213,07        | 121              | Sèvremoine Montfaucon-Montigné | Cholet                                           | Mauges Communauté      |
| 49336      | 49360                         | Somloire                      | 875                              | 31,83         | 27               | Cholet-2 Vihiers | Cholet Saumur                                    | Cholet Agglomération   |
| 49338      | 49610                         | Soulaines-sur-Aubance         | 1344                             | 12,72         | 106              | Les Ponts-de-Cé | Angers                                           | Angers Loire Métropole |
| 49339      | 49460                         | Soulaire-et-Bourg             | 1477                             | 18,08         | 82               | Angers-5 Tiercé | Angers                                           | Angers Loire Métropole |
| 49341      | 49400                         | Souzay-Champigny              | 691                              | 8,92          | 77               | Saumur Saumur-Sud | Saumur                                           | Saumur Val de Loire    |
| 49086      | 49380 49540                   | Terranjou                     | 3885                             | 57,05         | 68               | Chemillé-en-Anjou Thouarcé | Angers                                           | Loire Layon Aubance    |
| 49344      | 49220                         | Thorigné-d’Anjou              | 1238                             | 16,45         | 75               | Tiercé Châteauneuf-sur-Sarthe | Segré                                            | Vallées du Haut-Anjou  |
| 49347      | 49125                         | Tiercé                        | 4498                             | 33,70         | 133              | Tiercé | Angers                                           | Anjou Loir et Sarthe   |
| 49352      | 49360                         | Toutlemonde                   | 1316                             | 12,63         | 104              | Cholet-2 | Cholet                                           | Cholet Agglomération   |
| 49353      | 49800                         | Trélazé                       | 15.620                           | 12,20         | 1280             | Angers-7 Angers-Trélazé | Angers                                           | Angers Loire Métropole |
| 49355      | 49340                         | Trémentines                   | 3078                             | 34,06         | 90               | Cholet-2 | Cholet                                           | Cholet Agglomération   |
| 49003      | 49700                         | Tuffalun                      | 1734                             | 39,42         | 44               | Doué-en-Anjou Gennes | Saumur                                           | Saumur Val de Loire    |
| 49358      | 49730                         | Turquant                      | 569                              | 7,86          | 72               | Saumur Saumur-Sud | Saumur                                           | Saumur Val de Loire    |
| 49183      | 49370                         | Val d’Erdre-Auxence           | 4967                             | 130,24        | 38               | Chalonnes-sur-Loire Le Louroux-Béconnais | Segré Angers                                     | Vallées du Haut-Anjou  |
| 49292      | 49190 49750                   | Val-du-Layon                  | 3508                             | 29,63         | 118              | Chemillé-en-Anjou Thouarcé | Angers                                           | Loire Layon Aubance    |
| 49361      | 49730                         | Varennes-sur-Loire            | 1924                             | 22,66         | 85               | Longué-Jumelles Allonnes | Saumur                                           | Saumur Val de Loire    |
| 49362      | 49400                         | Varrains                      | 1282                             | 3,40          | 377              | Saumur Saumur-Sud | Saumur                                           | Saumur Val de Loire    |
| 49364      | 49260                         | Vaudelnay                     | 1122                             | 25,48         | 44               | Doué-en-Anjou Montreuil-Bellay | Saumur                                           | Saumur Val de Loire    |
| 49368      | 49390                         | Vernantes                     | 2006                             | 40,77         | 49               | Longué-Jumelles | Saumur                                           | Saumur Val de Loire    |
| 49369      | 49390                         | Vernoil-le-Fourrier           | 1330                             | 33,10         | 40               | Longué-Jumelles | Saumur                                           | Saumur Val de Loire    |
| 49370      | 49400                         | Verrie                        | 459                              | 16,49         | 28               | Saumur Saumur-Sud | Saumur                                           | Saumur Val de Loire    |
| 49323      | 49112 49480                   | Verrières-en-Anjou            | 7946                             | 24,83         | 320              | Angers-6 Angers-Nord-Est | Angers                                           | Angers Loire Métropole |
| 49371      | 49340                         | Vezins                        | 1750                             | 18,02         | 97               | Cholet-2 | Cholet                                           | Cholet Agglomération   |
| 49374      | 49400                         | Villebernier                  | 1462                             | 9,91          | 148              | Longué-Jumelles Allonnes | Saumur                                           | Saumur Val de Loire    |
| 49378      | 49680                         | Vivy                          | 2599                             | 23,17         | 112              | Longué-Jumelles Allonnes | Saumur                                           | Saumur Val de Loire    |
| 49381      | 49360                         | Yzernay                       | 1829                             | 40,66         | 45               | Cholet-2 | Cholet                                           | Cholet Agglomération   |

## Veränderungen im Gemeindebestand seit der landesweiten Neuordnung der Kantone

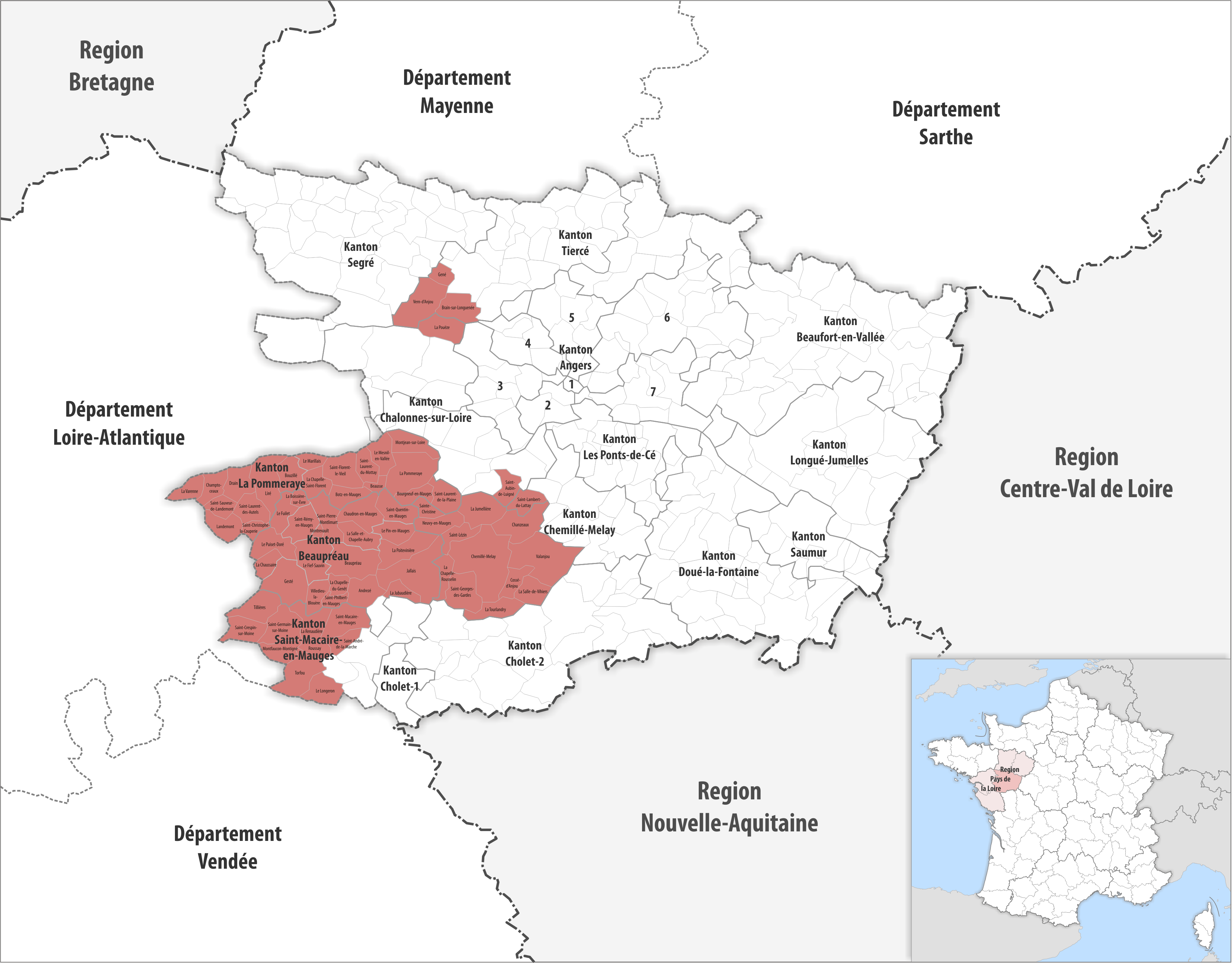
Gemeinden bis 2015
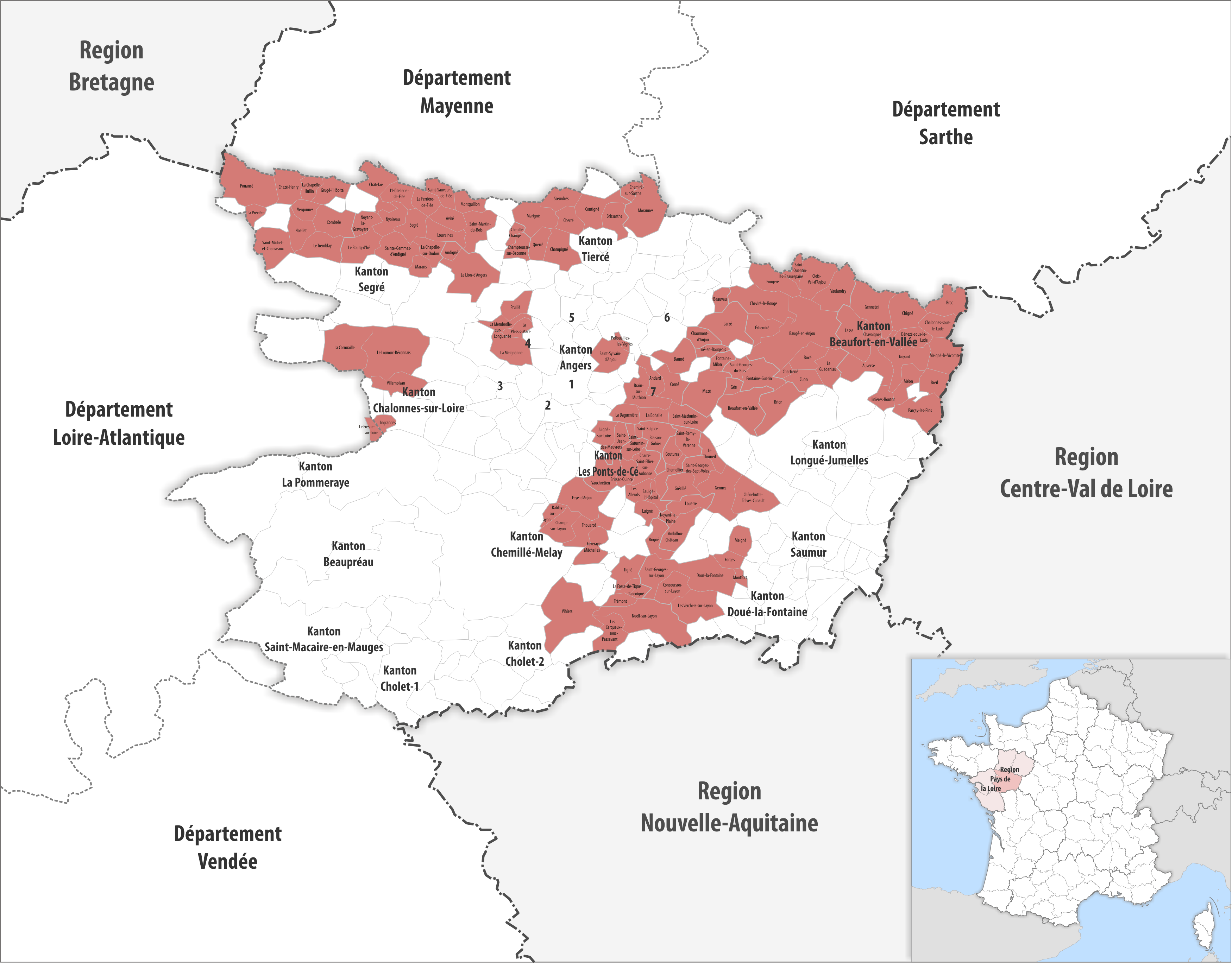
Gemeinden bis 2016
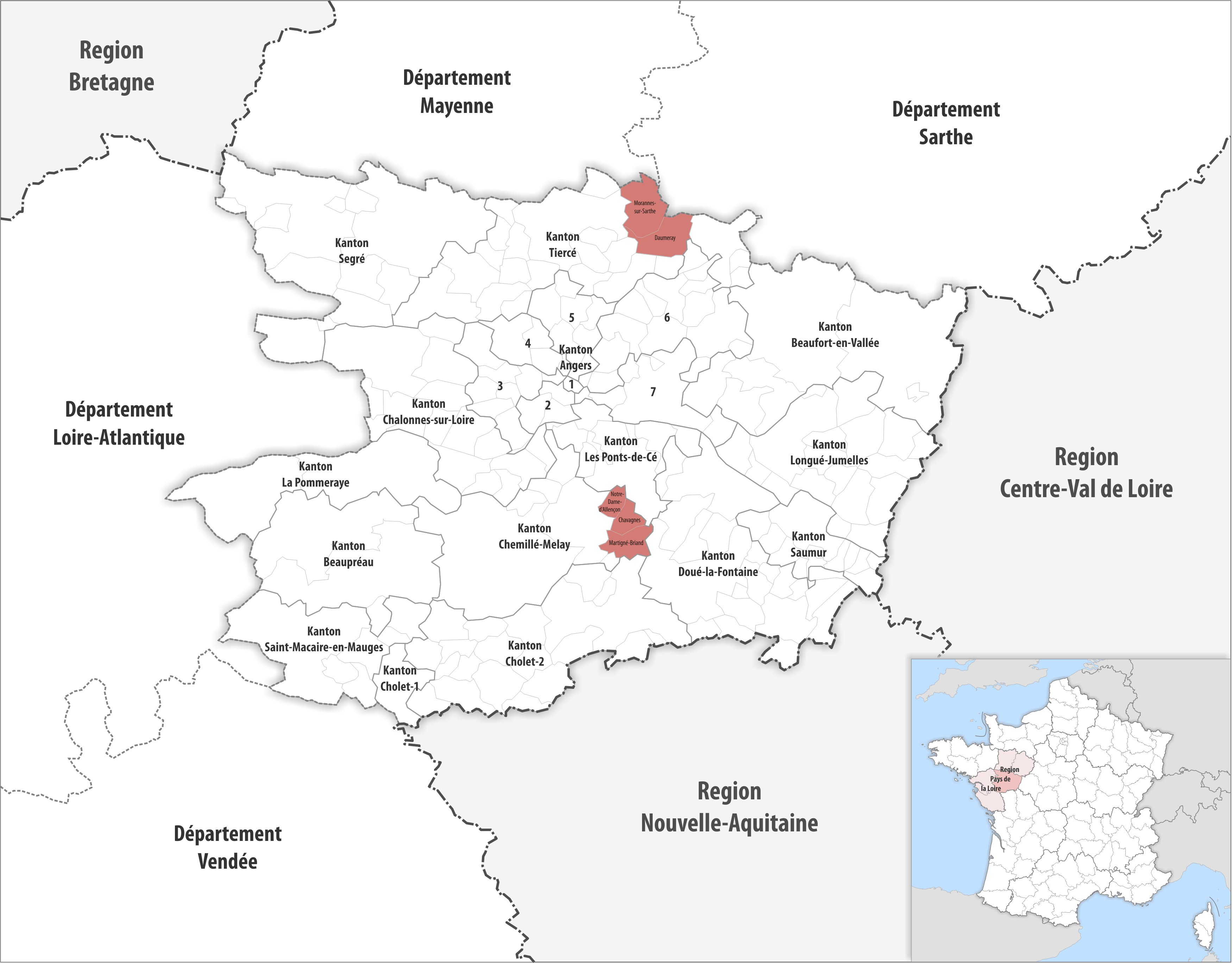
Gemeinden bis 2017
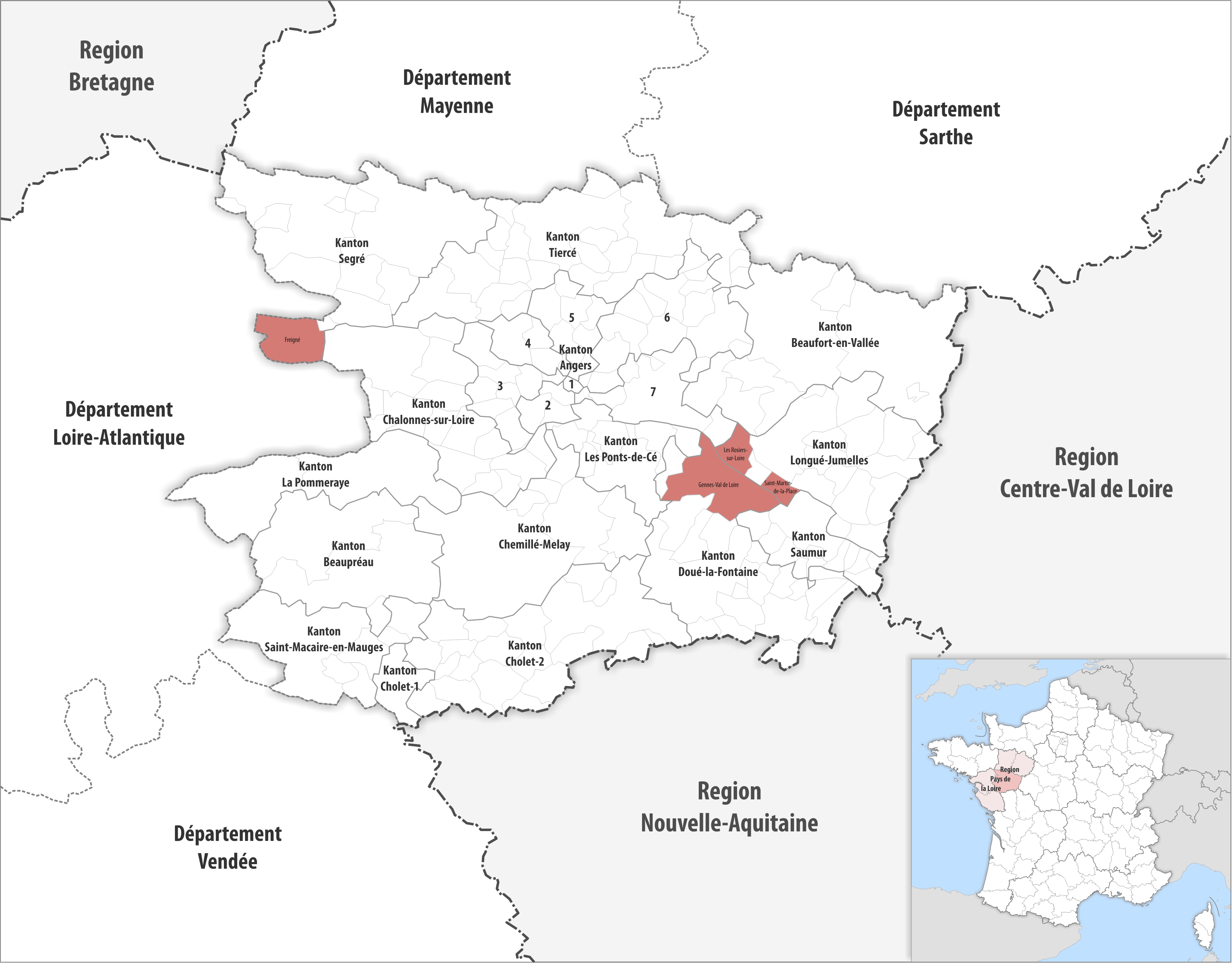
Gemeinden bis 2018
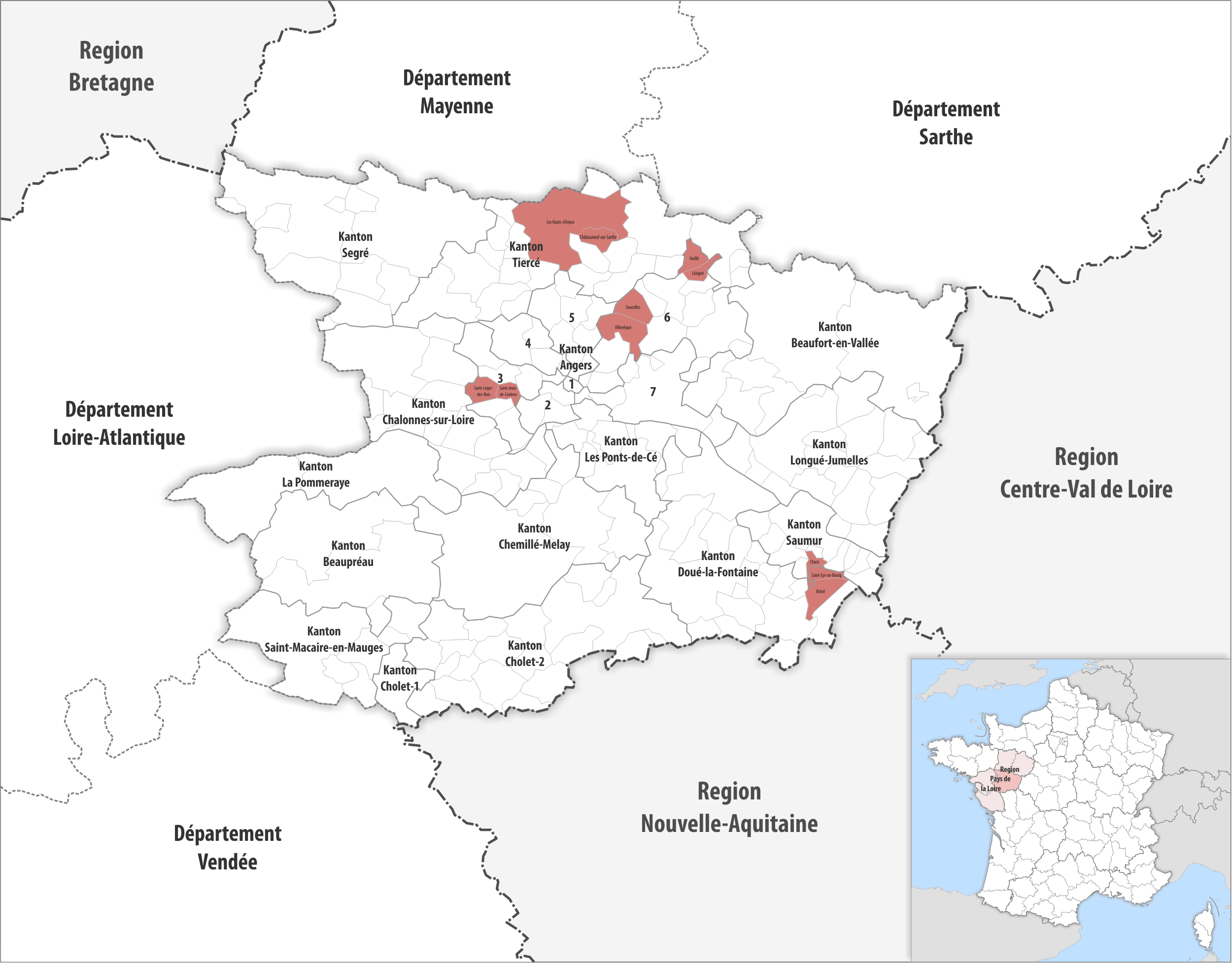
Gemeinden bis 2019
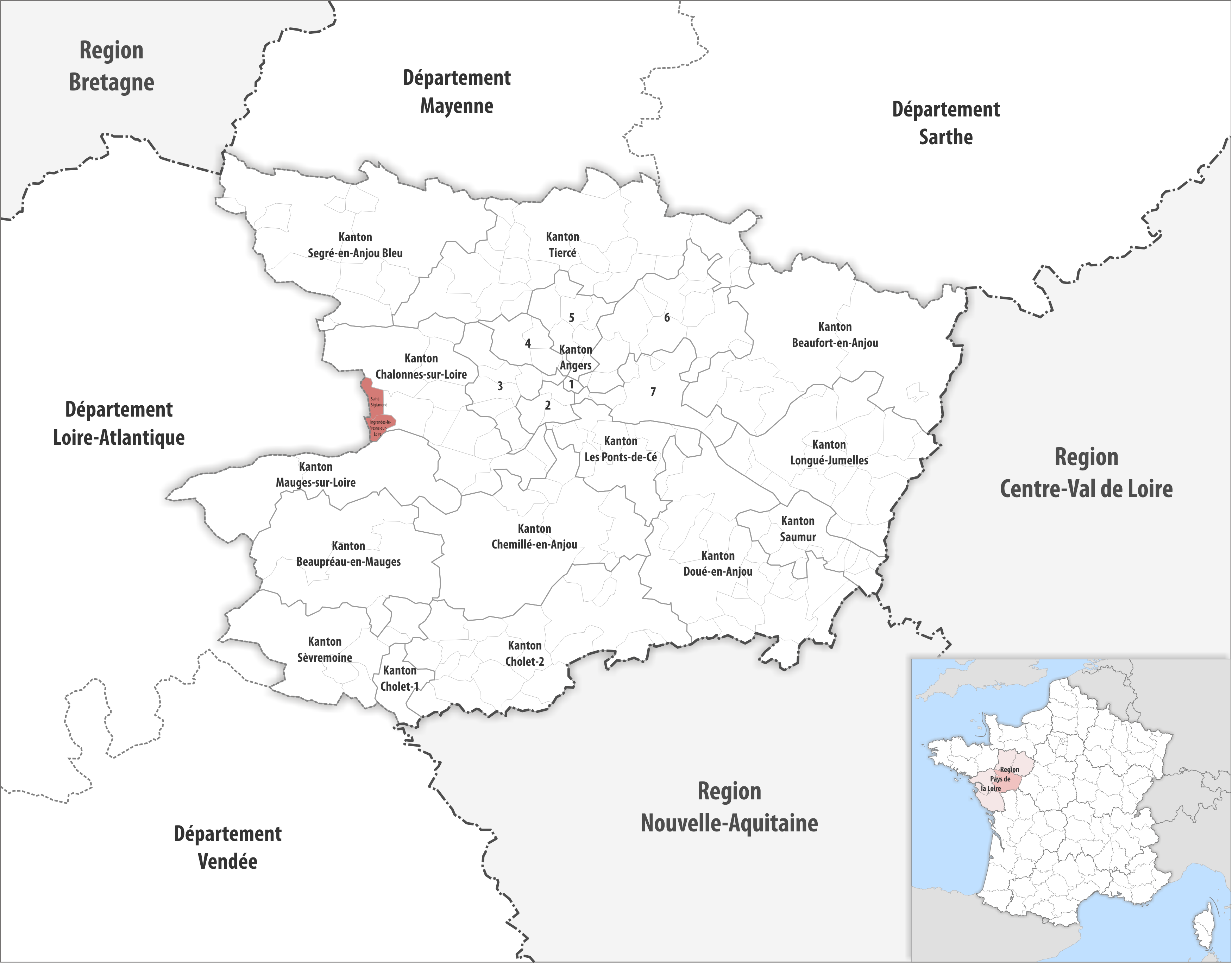
Gemeinden bis 2023

2024:
- Fusion Ingrandes-Le Fresne sur Loire und Saint-Sigismond → Ingrandes-le-Fresne-sur-Loire

2019:
- Fusion Chacé, Brézé und Saint-Cyr-en-Bourg → Bellevigne-les-Châteaux
- Fusion Lézigné und Huillé → Huillé-Lézigné
- Fusion Châteauneuf-sur-Sarthe und Les Hauts d’Anjou → Les Hauts-d’Anjou
- Fusion Villevêque und Soucelles → Rives-du-Loir-en-Anjou
- Fusion Saint-Léger-des-Bois und Saint-Jean-de-Linières → Saint-Léger-de-Linières

2018:
- Fusion Les Rosiers-sur-Loire, Gennes-Val-de-Loire und Saint-Martin-de-la-Place → Gennes-Val-de-Loire
- Fusion Freigné, (nachfolgend alle Département Loire-Atlantique) Bonnœuvre, Maumusson, Saint-Mars-la-Jaille, Saint-Sulpice-des-Landes und Vritz → Vallons-de-l’Erdre (Département Loire-Atlantique)

2017:
- Fusion Daumeray und Morannes-sur-Sarthe → Morannes sur Sarthe-Daumeray
- Fusion Chavagnes, Notre-Dame-d’Allençon und Martigné-Briand → Terranjou

2016:
- Fusion Baugé-en-Anjou, Clefs-Val d’Anjou, Bocé, Chartrené, Cheviré-le-Rouge, Cuon, Échemiré, Fougeré, Le Guédeniau und Saint-Quentin-lès-Beaurepaire → Baugé-en-Anjou
- Fusion Beaufort-en-Vallée und Gée → Beaufort-en-Anjou
- Fusion Blaison-Gohier und Saint-Sulpice → Blaison-Saint-Sulpice
- Fusion Brissac-Quincé, Charcé-Saint-Ellier-sur-Aubance, Chemellier, Coutures, Les Alleuds, Luigné, Saint-Rémy-la-Varenne, Saint-Saturnin-sur-Loire, Saulgé-l’Hôpital und Vauchrétien → Brissac Loire Aubance
- Fusion Chemillé-Melay, Chanzeaux, La Chapelle-Rousselin, Cossé-d’Anjou, La Jumellière, Neuvy-en-Mauges, Sainte-Christine, Saint-Georges-des-Gardes, Saint-Lézin, La Salle-de-Vihiers, La Tourlandry und Valanjou → Chemillé-en-Anjou
- Fusion Champteussé-sur-Baconne und Chenillé-Changé → Chenillé-Champteussé
- Fusion Brigné, Concourson-sur-Layon, Doué-la-Fontaine, Forges, Les Verchers-sur-Layon, Meigné, Montfort und Saint-Georges-sur-Layon, → Doué-en-Anjou
- Fusion Chênehutte-Trèves-Cunault, Gennes, Grézillé, Le Thoureil und Saint-Georges-des-Sept-Voies, → Gennes-Val-de-Loire
- Fusion: Ingrandes und Le Fresne-sur-Loire (Département Loire-Atlantique) → Ingrandes-Le Fresne sur Loire
- Fusion Beauvau, Chaumont-d’Anjou, Jarzé und Lué-en-Baugeois → Jarzé Villages
- Fusion Andigné und Le Lion-d’Angers → Le Lion-d’Angers
- Fusion Brion, Fontaine-Guérin und Saint-Georges-du-Bois → Les Bois d’Anjou
- Fusion Juigné-sur-Loire und Saint-Jean-des-Mauvrets → Les Garennes sur Loire
- Fusion Brissarthe, Champigné, Cherré, Contigné, Marigné, Querré und Sœurdres → Les Hauts d’Anjou
- Fusion Andard, Bauné, Brain-sur-l’Authion, Corné, La Bohalle, La Daguenière und Saint-Mathurin-sur-Loire → Loire-Authion
- Fusion La Meignanne, La Membrolle-sur-Longuenée, Le Plessis-Macé und Pruillé → Longuenée-en-Anjou
- Fusion Chemiré-sur-Sarthe und Morannes → Morannes-sur-Sarthe
- Fusion Les Cerqueux-sous-Passavant, La Fosse-de-Tigné, Nueil-sur-Layon, Tancoigné, Tigné, Trémont und Vihiers → Lys-Haut-Layon
- Fusion Fontaine-Milon und Mazé → Mazé-Milon
- Fusion Noyant, Auverse, Breil, Broc, Chalonnes-sous-le-Lude, Chigné, Dénezé-sous-le-Lude, Genneteil, Lasse, Linières-Bouton, Meigné-le-Vicomte, Méon, Chavaignes und Parçay-les-Pins → Noyant-Villages
- Fusion Chazé-Henry, Combrée, Grugé-l’Hôpital, La Chapelle-Hullin, La Prévière, Le Tremblay, Noëllet, Pouancé, Saint-Michel-et-Chanveaux und Vergonnes → Ombrée d’Anjou
- Fusion Aviré, Châtelais, L’Hôtellerie-de-Flée, La Chapelle-sur-Oudon, La Ferrière-de-Flée, Le Bourg-d’Iré, Louvaines, Marans, Montguillon, Noyant-la-Gravoyère, Nyoiseau, Sainte-Gemmes-d’Andigné, Saint-Martin-du-Bois, Saint-Sauveur-de-Flée und Segré → Segré-en-Anjou Bleu
- Fusion Ambillou-Château, Louerre und Noyant-la-Plaine, → Tuffalun
- Fusion La Cornuaille, Le Louroux-Béconnais und Villemoisan → Val d’Erdre-Auxence
- Fusion: Saint-Aubin-de-Luigné und Saint-Lambert-du-Lattay → Val-du-Layon
- Fusion Pellouailles-les-Vignes und Saint-Sylvain-d’Anjou → Verrières-en-Anjou

2015:
- Fusion Beaupréau, La Chapelle-du-Genêt, Gesté, Jallais, La Jubaudière, Le Pin-en-Mauges, La Poitevinière, Saint-Philbert-en-Mauges und Villedieu-la-Blouère → Beaupréau-en-Mauges
- Fusion La Pouëze, Brain-sur-Longuenée, Gené und Vern-d’Anjou → Erdre-en-Anjou
- Fusion Beausse, Botz-en-Mauges, Bourgneuf-en-Mauges, La Chapelle-Saint-Florent, La Pommeraye, Le Marillais, Le Mesnil-en-Vallée, Montjean-sur-Loire, Saint-Florent-le-Vieil, Saint-Laurent-de-la-Plaine und Saint-Laurent-du-Mottay → Mauges-sur-Loire
- Fusion La Boissière-sur-Èvre, Chaudron-en-Mauges, La Chaussaire, Le Fief-Sauvin, Le Fuilet, Montrevault, Le Puiset-Doré, Saint-Pierre-Montlimart, Saint-Quentin-en-Mauges, Saint-Rémy-en-Mauges und La Salle-et-Chapelle-Aubry → Montrevault-sur-Èvre
- Fusion Bouzillé, Champtoceaux, Drain, Landemont, La Varenne, Liré, Saint-Christophe-la-Couperie, Saint-Laurent-des-Autels und Saint-Sauveur-de-Landemont → Orée d’Anjou
- Fusion La Renaudière, Le Longeron, Montfaucon-Montigné, Roussay, Saint-André-de-la-Marche, Saint-Crespin-sur-Moine, Saint-Germain-sur-Moine, Saint-Macaire-en-Mauges, Tillières und Torfou → Sèvremoine